# Dilara Alijeva
Dilara Alijeva (azeri:  Dilarə Əliyeva) (født 14. december 1929 i Tbilisi, Georgiske SSR, Sovjetunionen, død 19. april 1991 i Qakh, Aserbajdsjanske SSR, Sovjetunionen) var en aserbajdsjansk feminist, forfatter og politiker.
Dilara Alijeva grundlagde Aserbajdsjan Foreningen til beskyttelse af kvinders rettigheder. Hun døde 19. april 1991 i en bilulykke og blev begravet i Baku. En gade i Baku og foreningen hun grundlagde blev opkaldt efter hende.